# 黏性 (经济学)
黏性为经济学中的一个广泛使用的概念，用来表示某一种变量变化较为缓慢。较为典型的为“價格僵固”，在個體經濟學中指在动态的竞争市场模型下，由于市场压力等因素，其产品价格和工资仍然保持在一定的水平上。其包括菜单成本、货币幻觉、不完全信息和公平性考虑等原因。當然也有人短期中薪資的調整慢於市場中產品的價格變化。短期內，薪資會因為勞動合同而沒有辦法隨意調整，即使物價改變，薪資仍然沒辦法在短期內跟著改變。在總體经济学中，黏性价格可以用于解释为什么市场在短期内难以达到平衡。
價格僵固使产品的价格不能随着经济而立刻变化到达新帕累托最优，并在某种程度上导致市场失灵。